# Lista de governadores do Rio Grande do Sul

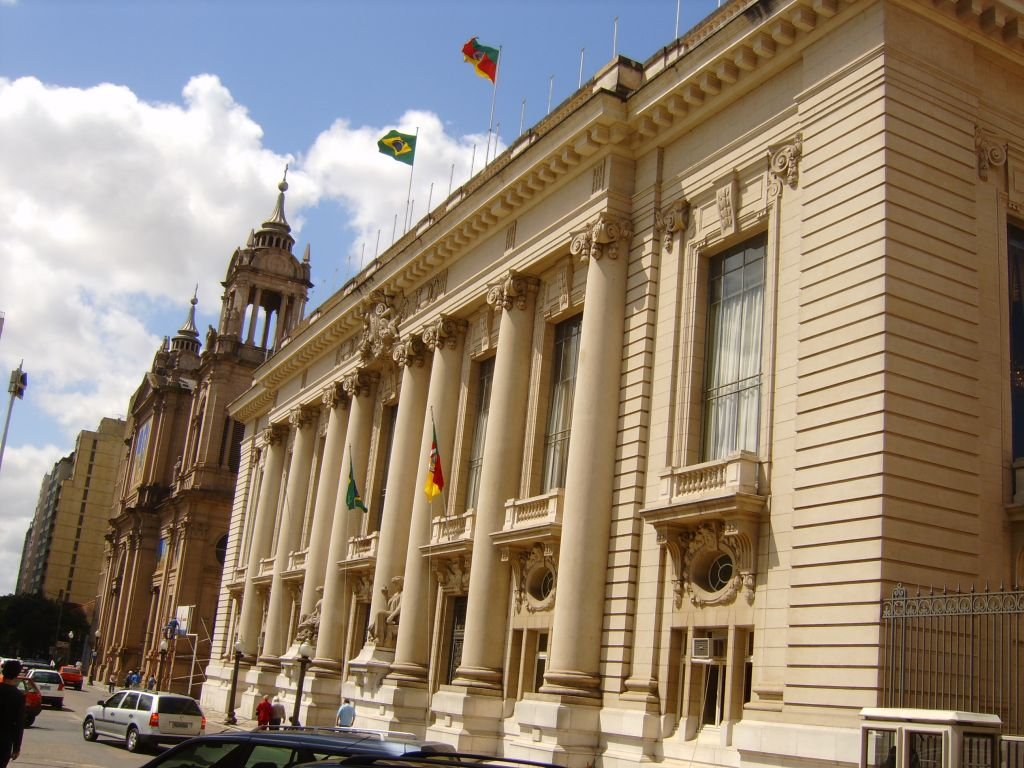
O Palácio Piratini, sede do governo gaúcho.

Esta é uma lista de governantes do Rio Grande do Sul, estado da República Federativa do Brasil.
Durante o Império do Brasil (1822-1889) os governantes do estado, chamados de presidentes da província, eram escolhidos pelo governo central, nomeados pelo imperador do Brasil. Já os vice-presidentes da província eram eleitos por voto direto. Após a proclamação da república brasileira, em 15 de novembro de 1889, os governantes, denominados presidentes do estado, passaram a ser escolhidos pelo voto direto, salvo em períodos de exceção. Na República Velha (1889-1930), o Partido Republicano Rio-grandense dominou o governo gaúcho, liderado por Júlio de Castilhos e Borges de Medeiros, inspirados no positivismo de Augusto Comte.
Com a Revolução de 1930, e depois no Estado Novo (1937-1945), interventores federais passaram a reger o estado, com a exceção de José Antônio Flores da Cunha, interventor que viria a ser eleito pelo voto direto em 1934, seguindo no cargo. Com a redemocratização após a Era Vargas (1939-1945), o Partido Trabalhista Brasileiro e o Partido Social Democrático, ambos criados sob a inspiração de Getúlio Vargas, se alternaram no cargo, denominado então governador do estado.
A alternância acabaria com o golpe militar de 1964 e a instauração da ditadura militar brasileira (1964-1985), que perpetuou governantes do partido de sustentação do regime, a Aliança Renovadora Nacional, eleitos pela Assembleia Legislativa do Estado do Rio Grande do Sul.
Desde 1982 os governantes dos estados brasileiros são eleitos pelo voto direto. Em 2022, embora tenha sido eleito em 2018 e renunciado antes, Eduardo Leite foi o primeiro governador a conseguir ser reeleito desde que a reeleição foi instituída por Fernando Henrique Cardoso.
A sede do governo do Rio Grande do Sul é o Palácio Piratini, localizado na Rua Duque de Caxias, local nobre do Centro Histórico de Porto Alegre.

## Comandância (1737 — 1760)[3][4]
| nº | Nome                                    | Imagem | início do mandato       | fim do mandato         |
| 1  | Brigadeiro José da Silva Paes           |        | 19 de fevereiro de 1737 | 11 de dezembro de 1737 |
| 2  | Mestre-de-Campo André Ribeiro Coutinho  |        | 11 de dezembro de 1737  | 22 de dezembro de 1740 |
| 3  | Coronel-de-Dragões Diogo Osório Cardoso |        | 22 de dezembro de 1740  | 28 de junho de 1752    |
| 4  | Tenente-Coronel Pascoal de Azevedo      |        | 28 de junho de 1752     | 17 de janeiro de 1761  |

## Governo Independente (1760 — 1807)[5]
| nº | Nome                                                  | Imagem | início do mandato     | fim do mandato        |
| 1  | Coronel Inácio Elói de Madureira                      |        | 17 de janeiro de 1761 | 1 de setembro de 1763 |
| 2  | Tenente-Coronel Luís Manuel da Silva Pais             |        | 1 de setembro de 1763 | 16 de junho de 1764   |
| 3  | Coronel José Custódio de Sá e Faria                   |        | 16 de junho de 1764   | 23 de abril de 1769   |
| 4  | Coronel José Marcelino de Figueiredo                  |        | 23 de abril de 1769   | 26 de outubro de 1771 |
| 5  | Coronel António da Veiga de Andrade                   |        | 26 de outubro de 1771 | 11 de junho de 1773   |
| 6  | Brigadeiro José Marcelino de Figueiredo               |        | 11 de junho de 1773   | 31 de maio de 1780    |
| 7  | Brigadeiro Sebastião Xavier da Veiga Cabral da Câmara |        | 31 de maio de 1780    | 5 de novembro de 1801 |
| 8  | Brigadeiro Francisco João Roscio                      |        | 5 de novembro de 1801 | 30 de janeiro de 1803 |
| 9  | Paulo José da Silva Gama, barão de Bajé               |        | 1803                  | 1809                  |

## Capitães-generais(1807 — 1822)[6][7]
| nº | Nome                                                                                | início do mandato      | fim do mandato          |
| 1  | Chefe-de-Esquadra Paulo José da Silva Gama, barão de Bajé                           | 1807                   | 9 de outubro de 1809    |
| 2  | Diogo de Sousa, conde de Rio Pardo                                                  | 9 de outubro de 1809   | 13 de novembro de 1814  |
| 3  | Luís Teles da Silva Caminha e Meneses, 8º conde de Tarouca e 5º marquês de Alegrete | 13 de novembro de 1814 | 19 de outubro de 1818   |
| 4  | Marechal-de-Campo José Maria Rita de Castelo Branco, conde da Figueira              | 19 de outubro de 1818  | 22 de setembro de 1820  |
| 5  | Tenente-General Manuel Marques de Sousa                                             | 22 de setembro de 1820 | 20 de agosto de 1821    |
| 5  | Joaquim Bernardino de Sena Ribeiro da Costa                                         | 22 de setembro de 1820 | 20 de agosto de 1821    |
| 5  | Antônio José Rodrigues da Costa                                                     | 22 de setembro de 1820 | 20 de agosto de 1821    |
| 6  | Brigadeiro João Carlos de Saldanha Oliveira e Daun                                  | 20 de agosto de 1821   | 22 de fevereiro de 1822 |

## Governantes do período imperial (1822 — 1889)
Após a Independência do Brasil, através de uma Lei Imperial de 20 de outubro de 1823 D. Pedro I extinguiu as juntas governativas provisórias nas províncias e criou os cargos de presidentes, a serem preenchidos por nomeação do Imperador, e os conselhos de governos, que seriam eleitos.
| Nº                            | Nome                                                            | Imagem | Partido                 | Início do mandato       | Fim do mandato          | Observações                                                                |
| ----------------------------- | --------------------------------------------------------------- | ------ | ----------------------- | ----------------------- | ----------------------- | -------------------------------------------------------------------------- |
| Primeiro Reinado (1822-1831)  |                                                                 |        |                         |                         |                         |                                                                            |
| —                             | João Saldanha Daun                                              |        | Partido Brasileiro      | 22 de fevereiro de 1822 | 29 de agosto de 1822    | Governo provisório                                                         |
| —                             | João Mena Barreto                                               |        | Partido Brasileiro      | 29 de agosto de 1822    | 7 de setembro de 1822   | Governo provisório, Visconde de São Gabriel                                |
| —                             | João Mena Barreto                                               |        | Partido Brasileiro      | 7 de setembro de 1822   | 29 de novembro de 1823  | Governo provisório, Visconde de São Gabriel                                |
| —                             | José Inácio da Silva                                            |        | Partido Brasileiro      | 29 de novembro de 1823  | 8 de março de 1824      | Governo provisório                                                         |
| 1                             | José Fernandes Pinheiro                                         |        | Partido Nacional        | 8 de março de 1824      | 14 de janeiro de 1826   | Presidente Provincial nomeado por Carta imperial, Visconde de São Leopoldo |
| 2                             | José Egídio Gordilho                                            |        | Partido Nacional        | 14 de janeiro de 1826   | 4 de novembro de 1826   | Presidente Provincial nomeado por Carta imperial, Visconde de Camamu       |
| 3                             | Salvador Maciel                                                 |        | Partido Nacional        | 4 de novembro de 1826   | 2 de agosto de 1829     | Presidente Provincial nomeado por Carta imperial                           |
| 4                             | Antônio Vieira da Soledade                                      |        | Partido Nacional        | 2 de agosto de 1829     | 17 de novembro de 1829  | Presidente Provincial nomeado por Carta imperial                           |
| 5                             | Caetano Maria Lopes Gama                                        |        | Partido Nacional        | 17 de novembro de 1829  | 22 de abril de 1830     | Presidente Provincial nomeado por Carta imperial, Visconde de Maranguape   |
| —                             | Américo de Mello                                                |        | Partido Nacional        | 22 de abril de 1830     | 22 de agosto de 1830    | Vice-Presidente no cargo de titular                                        |
| 6                             | Caetano Maria Lopes Gama                                        |        | Partido Nacional        | 22 de agosto de 1830    | 20 de dezembro de 1830  | Presidente Provincial nomeado por Carta imperial, Visconde de Maranguape   |
| —                             | Américo de Mello                                                |        | Partido Moderado        | 20 de dezembro de 1830  | 8 de janeiro de 1831    | Vice-Presidente no cargo de titular                                        |
| 7                             | José Carlos Torres                                              |        | Partido Liberal         | 8 de janeiro de 1831    | 29 de março de 1831     | Presidente Provincial nomeado por Carta imperial, Visconde de Macaé        |
| Período regencial (1831-1840) |                                                                 |        |                         |                         |                         |                                                                            |
| —                             | Américo de Mello                                                |        | Partido Moderado        | 29 de março de 1831     | 11 de julho de 1831     | Vice-Presidente no cargo de titular                                        |
| 8                             | Manuel Antônio Galvão                                           |        | Partido Liberal-Radical | 11 de julho de 1831     | 24 de outubro de 1833   | Presidente Provincial nomeado por Carta imperial                           |
| 9                             | José Mariani                                                    |        | Partido Restaurador     | 24 de outubro de 1833   | 2 de maio de 1834       | Presidente Provincial nomeado por Carta imperial                           |
| 10                            | Antônio Fernandes Braga                                         |        | Partido Restaurador     | 2 de maio de 1834       | 21 de setembro de 1835  | Presidente Provincial nomeado por Carta imperial                           |
| —                             | Marciano Ribeiro                                                |        | Partido Restaurador     | 21 de setembro de 1835  | 16 de fevereiro de 1836 | 1° Vice-Presidente no cargo de titular                                     |
| —                             | Américo de Mello                                                |        | Partido Moderado        | 16 de fevereiro de 1836 | 28 de março de 1836     | 2° Vice-Presidente no cargo de titular                                     |
| —                             | Marciano Ribeiro                                                |        | Partido Restaurador     | 28 de março de 1836     | 15 de junho de 1836     | 1° Vice-Presidente no cargo de titular                                     |
| 11                            | José de Araújo Ribeiro                                          |        | Partido Popular         | 15 de junho de 1836     | 4 de julho de 1836      | Presidente Provincial nomeado por Carta imperial, Visconde do Rio Grande   |
| 12                            | Antônio Elzeário de Miranda                                     |        | Partido Liberal         | 4 de julho de 1836      | 24 de julho de 1836     | Presidente Provincial nomeado por Carta imperial                           |
| 13                            | José de Araújo Ribeiro                                          |        | Partido Popular         | 24 de julho de 1836     | 5 de janeiro de 1837    | Presidente Provincial nomeado por Carta imperial, Visconde do Rio Grande   |
| 14                            | Antero Ferreira de Brito                                        |        | Partido Liberal         | 5 de janeiro de 1837    | 1 de abril de 1837      | Presidente Provincial nomeado por Carta imperial, Barão de Tramandaí       |
| —                             | Américo de Mello                                                |        | Partido Moderado        | 1 de abril de 1837      | 16 de maio de 1837      | Vice-Presidente no cargo de titular                                        |
| 15                            | Francisco das Chagas Santos                                     |        | Partido Conservador     | 16 de maio de 1837      | 6 de junho de 1837      | Presidente Provincial nomeado por Carta imperial                           |
| 16                            | Feliciano Nunes Pires                                           |        | Partido Restaurador     | 6 de junho de 1837      | 3 de outubro de 1837    | Presidente Provincial nomeado por Carta imperial                           |
| 17                            | Antônio Elzeário de Miranda e Brito                             |        | Partido Conservador     | 3 de novembro de 1837   | 12 de junho de 1839     | Presidente Provincial nomeado por Carta imperial                           |
| 18                            | João Dias de Castro                                             |        | Partido Liberal         | 12 de junho de 1839     | 24 de junho de 1839     | Presidente Provincial nomeado por Carta imperial                           |
| Segundo Reinado (1840-1889)   |                                                                 |        |                         |                         |                         |                                                                            |
| 19                            | Saturnino de Sousa e Oliveira Coutinho                          |        | Partido Liberal         | 24 de junho de 1839     | 27 de julho de 1840     | Presidente Provincial nomeado por Carta imperial                           |
| 20                            | Francisco José de Sousa Soares de Andréa Barão de Caçapava      |        | Partido Conservador     | 27 de julho de 1840     | 30 de novembro de 1840  | Presidente Provincial nomeado por Carta imperial                           |
| 21                            | Francisco Alves Machado                                         |        | Partido Restaurador     | 30 de novembro de 1840  | 17 de abril de 1841     | Presidente Provincial nomeado por Carta imperial                           |
| 22                            | Saturnino de Sousa e Oliveira Coutinho                          |        | Partido Liberal         | 17 de abril de 1841     | 9 de novembro de 1842   | Presidente Provincial nomeado por Carta imperial                           |
| 23                            | Luís Alves de Lima e Silva Conde de Caxias                      |        | Partido Conservador     | 9 de novembro de 1842   | 11 de março de 1846     | Presidente Provincial nomeado por Carta imperial                           |
| —                             | Patrício José Correia da Câmara                                 |        | Partido Conservador     | 11 de março de 1846     | 11 de dezembro de 1846  | Vice-Presidente no cargo de titular                                        |
| 24                            | Manuel Antônio Galvão                                           |        | Partido Liberal         | 11 de dezembro de 1846  | 2 de março de 1848      | Presidente Provincial nomeado por Carta imperial                           |
| —                             | João Capistrano de Miranda e Castro                             |        | Partido Conservador     | 2 de março de 1848      | 10 de abril de 1848     | Vice-Presidente no cargo de titular                                        |
| 25                            | Francisco José de Sousa Soares de Andréa Barão de Caçapava      |        | Partido Conservador     | 10 de abril de 1848     | 6 de março de 1850      | Presidente Provincial nomeado por Carta imperial                           |
| 26                            | José Antônio Pimenta Bueno Marquês de São Vicente               |        | Partido Conservador     | 6 de março de 1850      | 4 de novembro de 1850   | Presidente Provincial nomeado por Carta imperial                           |
| 27                            | Pedro Ferreira de Oliveira                                      |        | Partido Liberal         | 4 de novembro de 1850   | 30 de junho de 1851     | Presidente Provincial nomeado por Carta imperial                           |
| 28                            | Luís Alves de Lima e Silva Conde de Caxias                      |        | Partido Conservador     | 30 de junho de 1851     | 4 de setembro de 1851   | Presidente Provincial nomeado por Carta imperial                           |
| —                             | Patrício José Correia da Câmara                                 |        | Partido Conservador     | 4 de setembro de 1851   | 15 de outubro de 1851   | Vice-Presidente no cargo de titular                                        |
| 29                            | Luís Alves Leite de Oliveira Belo                               |        | Partido Conservador     | 15 de outubro de 1851   | 2 de dezembro de 1852   | Presidente Provincial nomeado por Carta imperial                           |
| 30                            | João Lins Vieira Cansanção de Sinimbu Visconde de Sinimbu       |        | Partido Liberal         | 2 de dezembro de 1852   | 1 de julho de 1855      | Presidente Provincial nomeado por Carta imperial                           |
| 31                            | Luís Alves Leite de Oliveira Belo                               |        | Partido Conservador     | 1 de julho de 1855      | 17 de setembro de 1855  | Presidente Provincial nomeado por Carta imperial                           |
| 32                            | Manuel Vieira Tosta Barão de Muritiba                           |        | Partido Liberal         | 17 de setembro de 1855  | 28 de abril de 1856     | Presidente Provincial nomeado por Carta imperial                           |
| 33                            | Jerônimo Coelho                                                 |        | Partido Liberal         | 28 de abril de 1856     | 8 de março de 1857      | Presidente Provincial nomeado por Carta imperial                           |
| —                             | Patrício José Correia da Câmara                                 |        | Partido Conservador     | 8 de março de 1857      | 16 de outubro de 1857   | Vice-Presidente no cargo de titular                                        |
| 34                            | Ângelo Muniz da Silva Ferraz Barão de Uruguaiana                |        | Partido Conservador     | 16 de outubro de 1857   | 22 de abril de 1859     | Presidente Provincial nomeado por Carta imperial                           |
| —                             | Patrício José Correia da Câmara                                 |        | Partido Conservador     | 22 de abril de 1859     | 4 de maio de 1859       | Vice-Presidente no cargo de titular                                        |
| 35                            | Joaquim Antão Fernandes Leão                                    |        | Partido Liberal         | 4 de maio de 1859       | 17 de outubro de 1861   | Presidente Provincial nomeado por Carta imperial                           |
| —                             | Patrício José Correia da Câmara                                 |        | Partido Conservador     | 17 de outubro de 1861   | 16 de janeiro de 1862   | Vice-Presidente no cargo de titular                                        |
| 36                            | Francisco de Assis Pereira Rocha                                |        | Partido Liberal         | 16 de janeiro de 1862   | 18 de dezembro de 1862  | Presidente Provincial nomeado por Carta imperial                           |
| —                             | Patrício José Correia da Câmara                                 |        | Partido Conservador     | 18 de dezembro de 1862  | 1 de janeiro de 1863    | Vice-Presidente no cargo de titular                                        |
| 37                            | Esperidião de Barros Pimentel                                   |        | Partido Conservador     | 1 de janeiro de 1863    | 29 de março de 1864     | Presidente Provincial nomeado por Carta imperial                           |
| —                             | Patrício José Correia da Câmara                                 |        | Partido Conservador     | 29 de março de 1864     | 2 de maio de 1864       | Vice-Presidente no cargo de titular                                        |
| 38                            | João Marcelino de Sousa Gonzaga                                 |        | Partido Conservador     | 2 de maio de 1864       | 20 de julho de 1865     | Presidente Provincial nomeado por Carta imperial                           |
| 39                            | Francisco do Rego Barros Conde de Boa Vista                     |        | Partido Liberal         | 20 de julho de 1865     | 14 de abril de 1866     | Presidente Provincial nomeado por Carta imperial                           |
| 40                            | Antônio Augusto Pereira da Cunha                                |        | Partido Conservador     | 16 de abril de 1866     | 21 de janeiro de 1867   | Presidente Provincial nomeado por Carta imperial                           |
| 41                            | Francisco Inácio Marcondes Homem de Melo Barão de Homem de Melo |        | Partido Liberal         | 22 de janeiro de 1867   | 13 de abril de 1868     | Presidente Provincial nomeado por Carta imperial                           |
| —                             | Joaquim Vieira da Cunha                                         |        | Partido Liberal         | 13 de abril de 1868     | 14 de julho de 1868     | Vice-Presidente no cargo de titular                                        |
| 42                            | Guilherme Xavier de Sousa                                       |        | Partido Conservador     | 14 de julho de 1868     | 1 de agosto de 1868     | Presidente Provincial nomeado por Carta imperial                           |
| —                             | Israel Rodrigues Barcelos                                       |        | Partido Conservador     | 1 de agosto de 1868     | 16 de setembro de 1868  | Vice-Presidente no cargo de titular                                        |
| 43                            | Antônio da Costa Pinto e Silva                                  |        | Partido Liberal         | 16 de setembro de 1868  | 20 de maio de 1869      | Presidente Provincial nomeado por Carta imperial                           |
| —                             | Israel Rodrigues Barcelos                                       |        | Partido Conservador     | 20 de maio de 1869      | 14 de junho de 1869     | Vice-Presidente no cargo de titular                                        |
| 44                            | João Sertório Barão de Sertório                                 |        | Partido Conservador     | 14 de junho de 1869     | 29 de agosto de 1870    | Presidente Provincial nomeado por Carta imperial                           |
| —                             | João Capistrano de Miranda e Castro                             |        | Partido Conservador     | 29 de agosto de 1870    | 4 de novembro de 1870   | Vice-Presidente no cargo de titular                                        |
| 45                            | Francisco Xavier Pinto de Lima Barão de Pinto de Lima           |        | Partido Conservador     | 4 de novembro de 1870   | 24 de maio de 1871      | Presidente Provincial nomeado por Carta imperial                           |
| 46                            | João Simões Lopes Visconde da Graça                             |        | Partido Conservador     | 24 de maio de 1871      | 12 de setembro de 1871  | Presidente Provincial nomeado por Carta imperial                           |
| 47                            | João Dias de Castro                                             |        | Partido Liberal         | 12 de setembro de 1871  | 20 de outubro de 1871   | Presidente Provincial nomeado por Carta imperial                           |
| 48                            | Jerônimo Martiniano Figueira de Melo                            |        | Partido Liberal         | 20 de outubro de 1871   | 11 de julho de 1872     | Presidente Provincial nomeado por Carta imperial                           |
| 49                            | José Fernandes da Costa Pereira Júnior                          |        | Partido Conservador     | 11 de julho de 1872     | 1 de dezembro de 1872   | Presidente Provincial nomeado por Carta imperial                           |
| 50                            | João Pedro Carvalho                                             |        | Partido Conservador     | 1 de dezembro de 1872   | 11 de março de 1875     | Presidente Provincial nomeado por Carta imperial                           |
| 51                            | José Antônio de Azevedo Castro                                  |        | Partido Liberal         | 11 de março de 1875     | 5 de abril de 1876      | Presidente Provincial nomeado por Carta imperial                           |
| 52                            | Tristão de Alencar Araripe                                      |        | Partido Liberal         | 5 de abril de 1876      | 5 de fevereiro de 1877  | Presidente Provincial nomeado por Carta imperial                           |
| 53                            | João Dias de Castro                                             |        | Partido Liberal         | 5 de fevereiro de 1877  | 21 de maio de 1877      | Presidente Provincial nomeado por Carta imperial                           |
| 54                            | Francisco de Faria Lemos                                        |        | Partido Conservador     | 21 de maio de 1877      | 10 de fevereiro de 1878 | Presidente Provincial nomeado por Carta imperial                           |
| 55                            | João Chaves Campelo                                             |        | Partido Conservador     | 10 de fevereiro de 1878 | 12 de março de 1878     | Presidente Provincial nomeado por Carta imperial                           |
| 56                            | Américo de Moura Marcondes de Andrade                           |        | Partido Liberal         | 12 de março de 1878     | 26 de janeiro de 1879   | Presidente Provincial nomeado por Carta imperial                           |
| 57                            | Felisberto Pereira da Silva                                     |        | Partido Conservador     | 26 de janeiro de 1879   | 19 de julho de 1879     | Presidente Provincial nomeado por Carta imperial                           |
| 58                            | Carlos Thompson Flores                                          |        | Partido Liberal         | 19 de janeiro de 1879   | 15 de abril de 1880     | Presidente Provincial nomeado por Carta imperial                           |
| 59                            | Antônio Correia de Oliveira                                     |        | Partido Liberal         | 15 de abril de 1880     | 19 de abril de 1880     | Presidente Provincial nomeado por Carta imperial                           |
| 60                            | Henrique Francisco d'Ávila                                      |        | Partido Liberal         | 19 de abril de 1880     | 4 de março de 1881      | Presidente Provincial nomeado por Carta imperial                           |
| —                             | Joaquim Pedro Soares                                            |        | Partido Liberal         | 4 de março de 1881      | 19 de maio de 1881      | Vice-Presidente no cargo de titular                                        |
| 61                            | Francisco de Carvalho Soares Brandão                            |        | Partido Liberal         | 19 de maio de 1881      | 14 de janeiro de 1882   | Presidente Provincial nomeado por Carta imperial                           |
| —                             | Joaquim Pedro Soares                                            |        | Partido Liberal         | 14 de janeiro de 1882   | 27 de março de 1882     | Vice-Presidente no cargo de titular                                        |
| 62                            | José Leandro de Godói e Vasconcelos                             |        | Partido Conservador     | 27 de março de 1882     | 9 de setembro de 1882   | Presidente Provincial nomeado por Carta imperial                           |
| 63                            | Leopoldo Antunes Maciel Barão de São Luís                       |        | Partido Conservador     | 9 de setembro de 1882   | 28 de outubro de 1882   | Presidente Provincial nomeado por Carta imperial                           |
| 64                            | José Antônio de Sousa Lima Barão de Sousa Lima                  |        | Partido Conservador     | 28 de outubro de 1882   | 1 de junho de 1883      | Presidente Provincial nomeado por Carta imperial                           |
| 65                            | Menandro Rodrigues Fontes                                       |        | Partido Liberal         | 1 de junho de 1883      | 16 de julho de 1883     | Presidente Provincial nomeado por Carta imperial                           |
| 66                            | José Júlio de Albuquerque Barros Barão de Sobral                |        | Partido Liberal         | 16 de julho de 1883     | 19 de setembro de 1885  | Presidente Provincial nomeado por Carta imperial                           |
| 67                            | Miguel Rodrigues Barcelos Barão de Itapitocaí                   |        | Partido Conservador     | 19 de setembro de 1885  | 28 de outubro de 1885   | Presidente Provincial nomeado por Carta imperial                           |
| 68                            | Henrique Pereira de Lucena Barão de Lucena                      |        | Partido Conservador     | 28 de outubro de 1885   | 8 de maio de 1886       | Presidente Provincial nomeado por Carta imperial                           |
| 69                            | Manuel Deodoro da Fonseca                                       |        | Nenhum                  | 8 de maio de 1886       | 9 de novembro de 1886   | Presidente Provincial nomeado por Carta imperial                           |
| 70                            | Miguel Calmon du Pin e Almeida                                  |        | Partido Liberal         | 9 de novembro de 1886   | 31 de dezembro de 1886  | Presidente Provincial nomeado por Carta imperial                           |
| 71                            | Fausto de Freitas e Castro                                      |        | Partido Conservador     | 31 de dezembro de 1886  | 25 de janeiro de 1887   | Presidente Provincial nomeado por Carta imperial                           |
| 72                            | Bento Luís de Oliveira Lisboa                                   |        | Partido Conservador     | 25 de janeiro de 1887   | 25 de abril de 1887     | Presidente Provincial nomeado por Carta imperial                           |
| 73                            | Rodrigo de Azambuja Vilanova                                    |        | Partido Conservador     | 25 de abril de 1887     | 27 de outubro de 1887   | Presidente Provincial nomeado por Carta imperial                           |
| 74                            | Joaquim Jacinto de Mendonça                                     |        | Partido Conservador     | 27 de outubro de 1887   | 27 de janeiro de 1888   | Presidente Provincial nomeado por Carta imperial                           |
| 75                            | Rodrigo de Azambuja Vilanova                                    |        | Partido Conservador     | 27 de janeiro de 1888   | 9 de agosto de 1888     | Presidente Provincial nomeado por Carta imperial                           |
| 76                            | Joaquim da Silva Tavares Barão de Santa Tecla                   |        | Partido Conservador     | 9 de agosto de 1888     | 8 de dezembro de 1888   | Presidente Provincial nomeado por Carta imperial                           |
| 77                            | Joaquim Galdino Pimentel                                        |        | Partido Liberal         | 8 de dezembro de 1888   | 25 de junho de 1889     | Presidente Provincial nomeado por Carta imperial                           |
| 78                            | Antônio Ferreira Prestes Guimarães                              |        | Partido Liberal         | 25 de junho de 1889     | 8 de julho de 1889      | Presidente Provincial nomeado por Carta imperial                           |
| —                             | João de Freitas Leitão                                          |        | Partido Liberal         | 8 de julho de 1889      | 24 de julho de 1889     | Vice-Presidente no cargo de titular                                        |
| 79                            | Gaspar Silveira Martins                                         |        | Partido Liberal         | 24 de julho de 1889     | 6 de novembro de 1889   | Presidente Provincial nomeado por Carta imperial                           |
| 80                            | Justo de Azambuja Rangel                                        |        | Partido Liberal         | 6 de novembro de 1889   | 15 de novembro de 1889  | Presidente Provincial nomeado por Carta imperial                           |

↑  Presidente da Junta governativa gaúcha de 1822-1824

## Presidentes da República Rio-Grandense (1836-1841)
| Nº | Nome                     | Imagem | Início do mandato | Fim do mandato | Partido             | Observações                        | Referências |
| -- | ------------------------ | ------ | ----------------- | -------------- | ------------------- | ---------------------------------- | ----------- |
| 1  | Bento Gonçalves da Silva |        | 1836              | 1841           | Partido Farroupilha | Revolucionário                     |             |
| 2  | Gomes Jardim             |        | 1841              | 1845           |                     | Vice-presidente de Bento Gonçalves |             |

## Governantes do Período Republicano (1889-presente)

### Governantes da Primeira República (1889-1930)
| Nº | Nome                             | Imagem | Partido                               | Início do mandato       | Fim do mandato          | Observações                                                                                | Referências e notas     |
| -- | -------------------------------- | ------ | ------------------------------------- | ----------------------- | ----------------------- | ------------------------------------------------------------------------------------------ | ----------------------- |
| 1  | José Antônio Correia da Câmara   |        | Partido Republicano Rio-Grandense PRR | 15 de novembro de 1889  | 11 de fevereiro de 1890 | Governador nomeado                                                                         | 2.° Visconde de Pelotas |
| 2  | Júlio Anacleto Falcão da Frota   |        | Partido Republicano Rio-Grandense PRR | 11 de fevereiro de 1890 | 6 de maio de 1890       | Governador nomeado                                                                         |                         |
| —  | Francisco da Silva Tavares       |        | Partido Republicano Rio-Grandense PRR | 6 de maio de 1890       | 13 de maio de 1890      | Vice-Governador eleito, assumiu o cargo de governador devido ao afastamento do predecessor |                         |
| 3  | Carlos Machado de Bittencourt    |        |                                       | 13 de maio de 1890      | 24 de maio de 1890      | Governador interino (Militar)                                                              |                         |
| 4  | Cândido José da Costa            |        |                                       | 24 de maio de 1890      | 16 de março de 1891     | Militar                                                                                    |                         |
| 5  | Fernando Abbott                  |        | Partido Republicano Rio-Grandense PRR | 16 de março de 1891     | 15 de julho de 1891     | Governador nomeado                                                                         |                         |
| 6  | Júlio de Castilhos               |        | Partido Republicano Rio-Grandense PRR | 15 de julho de 1891     | 12 de novembro de 1891  | Presidente eleito em sufrágio universal                                                    |                         |
| —  | Junta governativa gaúcha de 1891 |        | —                                     | 12 de novembro de 1891  | 8 de junho de 1892      | Governo provisório tetravirato                                                             | [ nota 1 ]              |
| —  | José Antônio Correia da Câmara   |        | Partido Liberal PL                    | 8 de junho de 1892      | 17 de junho de 1892     | Militar                                                                                    | 2.° Visconde de Pelotas |
| —  | Júlio de Castilhos               |        | Partido Republicano Rio-Grandense PRR | 17 de junho de 1892     | 17 de junho de 1892     | —                                                                                          |                         |
| 7  | Vitoriano Monteiro               |        | Partido Liberal PL                    | 17 de junho de 1892     | 27 de setembro de 1892  | Governador nomeado                                                                         |                         |
| 8  | Fernando Abbott                  |        | Partido Republicano Rio-Grandense PRR | 27 de setembro de 1892  | 25 de janeiro de 1893   | Governador nomeado                                                                         |                         |
| 9  | Júlio de Castilhos               |        | Partido Republicano Rio-Grandense PRR | 25 de janeiro de 1893   | 25 de janeiro de 1898   | Presidente eleito em sufrágio universal                                                    |                         |
| 10 | Borges de Medeiros               |        | Partido Republicano Rio-Grandense PRR | 25 de janeiro de 1898   | 25 de janeiro de 1908   | Presidente eleito em sufrágio universal                                                    |                         |
| 11 | Carlos Barbosa Gonçalves         |        | Partido Republicano Rio-Grandense PRR | 25 de janeiro de 1908   | 25 de janeiro de 1913   | Presidente eleito em sufrágio universal                                                    |                         |
| 12 | Borges de Medeiros               |        | Partido Republicano Rio-Grandense PRR | 25 de janeiro de 1913   | 25 de janeiro de 1928   | Presidente eleito em sufrágio universal                                                    |                         |
| 13 | Getúlio Vargas                   |        | Partido Republicano Rio-Grandense PRR | 25 de janeiro de 1928   | 9 de outubro de 1930    | Presidente eleito em sufrágio universal                                                    |                         |

### Governantes da Segunda República (1930-1937)
| Nº | Nome                 | Imagem | Partido                               | Início do mandato      | Fim do mandato         | Observações         | Referências e notas |
| -- | -------------------- | ------ | ------------------------------------- | ---------------------- | ---------------------- | ------------------- | ------------------- |
| —  | Osvaldo Aranha       |        | Partido Republicano Rio-Grandense PRR | 9 de outubro de 1930   | 27 de outubro de 1930  | Governador nomeado  |                     |
| —  | Sinval Saldanha      |        | Partido Republicano Rio-Grandense PRR | 27 de outubro de 1930  | 28 de novembro de 1930 | Governador nomeado  |                     |
| —  | José Flores da Cunha |        | Partido Republicano Liberal PRL       | 28 de novembro de 1930 | 15 de abril de 1935    | Interventor Federal |                     |

### Governantes da Terceira República (1937-1945)
| Nº | Nome                             | Imagem | Partido                         | Início do mandato      | Fim do mandato         | Observações                             | Referências e notas |
| -- | -------------------------------- | ------ | ------------------------------- | ---------------------- | ---------------------- | --------------------------------------- | ------------------- |
| 14 | José Flores da Cunha             |        | Partido Republicano Liberal PRL | 15 de abril de 1935    | 16 de outubro de 1937  | Governador eleito em sufrágio universal |                     |
| 15 | Manuel de Cerqueira Daltro Filho |        |                                 | 17 de outubro de 1937  | 19 de janeiro de 1938  | Interventor Federal                     |                     |
| —  | Maurício Cardoso                 |        |                                 | 19 de janeiro de 1938  | 4 de março de 1938     | Interventor Federal                     |                     |
| 16 | Osvaldo Cordeiro de Farias       |        |                                 | 4 de março de 1938     | 4 de setembro de 1943  | Interventor Federal                     |                     |
| 17 | Ernesto Dornelles                |        |                                 | 11 de setembro de 1943 | 1º de novembro de 1945 | Interventor Federal                     |                     |
| 18 | Samuel Figueiredo da Silva       |        |                                 | 1º de novembro de 1945 | 7 de fevereiro de 1946 | Interventor Federal                     |                     |

### Governantes da Quarta República (1945-1964)
Partido Social Democrático
      Partido Trabalhista Brasileiro
| №  | Governador (Nascimento–Falecimento) | Governador (Nascimento–Falecimento) | Retrato | Eleito | Início do mandato      | Fim do mandato        | Partido político                     | Vice-governador | Vice-governador | Cargo público anterior                                   |
| -- | ----------------------------------- | ----------------------------------- | ------- | ------ | ---------------------- | --------------------- | ------------------------------------ | --------------- | --------------- | -------------------------------------------------------- |
| 19 |                                     | Cylon Rosa (1897–1987)              |         | -      | 7 de fevereiro de 1946 | 26 de março de 1947   | Partido Social Democrático (PSD)     | vago            | vago            | Presidente da Caixa Econômica Federal                    |
| 20 |                                     | Walter Jobim (1892–1974)            |         | 1947   | 26 de março de 1947    | 31 de janeiro de 1951 | Partido Social Democrático (PSD)     | vago            | vago            | Secretário do Interior e da Justiça do Rio Grande do Sul |
| 21 |                                     | Ernesto Dornelles (1897–1964)       |         | 1950   | 31 de janeiro de 1951  | 25 de março de 1955   | Partido Trabalhista Brasileiro (PTB) | vago            | vago            | Senador pelo Rio Grande do Sul                           |
| 22 |                                     | Ildo Meneghetti (1895–1980)         |         | 1954   | 25 de março de 1955    | 25 de março de 1959   | Partido Social Democrático (PSD)     | vago            | vago            | Prefeito de Porto Alegre                                 |
| 23 |                                     | Leonel Brizola (1922–2004)          |         | 1958   | 31 de janeiro de 1959  | 25 de março de 1963   | Partido Trabalhista Brasileiro (PTB) | vago            | vago            | Prefeito de Porto Alegre                                 |
| 24 |                                     | Ildo Meneghetti (1895–1980)         |         | 1962   | 25 de março de 1963    | 31 de janeiro de 1967 | Partido Social Democrático (PSD)     | vago            | vago            | Governador do Rio Grande do Sul                          |

### Governantes do Período do Regime Militar (1964-1985)
Aliança Renovadora Nacional
| №  | Governador (Nascimento–Falecimento) | Governador (Nascimento–Falecimento)  | Retrato | Eleito | Início do mandato     | Fim do mandato      | Partido político                    | Vice-governador | Vice-governador | Cargo público anterior                     |
| -- | ----------------------------------- | ------------------------------------ | ------- | ------ | --------------------- | ------------------- | ----------------------------------- | --------------- | --------------- | ------------------------------------------ |
| 25 |                                     | Walter Peracchi Barcelos (1907–1986) |         | 1967   | 31 de janeiro de 1967 | 15 de março de 1971 | Aliança Renovadora Nacional (ARENA) | vago            | vago            | Ministro do Trabalho                       |
| 26 |                                     | Euclides Triches (1918–1978)         |         | 1970   | 15 de março de 1971   | 15 de março de 1975 | Aliança Renovadora Nacional (ARENA) | vago            | vago            | Deputado Federal pelo Rio Grande do Sul    |
| 27 |                                     | Sinval Guazzelli (1930–2001)         |         | 1974   | 15 de março de 1975   | 15 de março de 1979 | Aliança Renovadora Nacional (ARENA) |                 | Amaral de Sousa | Superintendente da Caixa Econômica Federal |
| 28 |                                     | José Amaral de Sousa (1929–2012)     |         | 1978   | 15 de março de 1979   | 15 de março de 1983 | Aliança Renovadora Nacional (ARENA) |                 | Otávio Germano  | Vice-governador do Rio Grande do Sul       |

### Governantes da Sexta República (1985-presente)
Partidos

      Partido Democrático Trabalhista
      Partido do Movimento Democrático Brasileiro
      Partido da Social Democracia Brasileira
      Partido Socialista Brasileiro
      Partido dos Trabalhadores

      Partido Democrático Social
      Partido Social Democrático
      Democratas
      Partido Trabalhista Brasileiro
| №  | Governador (Nascimento–Falecimento) | Governador (Nascimento–Falecimento) | Retrato | Eleito | Início do mandato    | Fim do mandato       | Partido político                                   | Vice-governador | Vice-governador       | Cargo público anterior                  |
| -- | ----------------------------------- | ----------------------------------- | ------- | ------ | -------------------- | -------------------- | -------------------------------------------------- | --------------- | --------------------- | --------------------------------------- |
| 29 |                                     | Jair Soares (1933–)                 |         | 1982   | 15 de março de 1983  | 15 de março de 1987  | Partido Democrático Social (PDS)                   |                 | Cláudio Strassburger  | Ministro da Previdência Social          |
| 30 |                                     | Pedro Simon (1930–)                 |         | 1986   | 15 de março de 1987  | 2 de abril de 1990   | Partido do Movimento Democrático Brasileiro (PMDB) |                 | Sinval Guazzelli      | Senador pelo Rio Grande do Sul          |
| 31 |                                     | Sinval Guazzelli (1930–2001)        |         | 1986   | 2 de abril de 1990   | 15 de março de 1991  | Partido do Movimento Democrático Brasileiro (PMDB) | vago            | vago                  | Vice-governador do Rio Grande do Sul    |
| 32 |                                     | Alceu Collares (1927–2024)          |         | 1990   | 15 de março de 1991  | 1 de janeiro de 1995 | Partido Democrático Trabalhista (PDT)              |                 | João Gilberto Coelho  | Prefeito de Porto Alegre                |
| 33 |                                     | Antônio Britto (1952–)              |         | 1994   | 1 de janeiro de 1995 | 1 de janeiro de 1999 | Partido do Movimento Democrático Brasileiro (PMDB) |                 | Vicente Bogo          | Ministro da Previdência Social          |
| 34 |                                     | Olívio Dutra (1941–)                |         | 1998   | 1 de janeiro de 1999 | 1 de janeiro de 2003 | Partido dos Trabalhadores (PT)                     |                 | Miguel Rossetto       | Prefeito de Porto Alegre                |
| 35 |                                     | Germano Rigotto (1949–)             |         | 2002   | 1 de janeiro de 2003 | 1 de janeiro de 2007 | Partido do Movimento Democrático Brasileiro (PMDB) |                 | Antônio Hohlfeldt     | Deputado Federal pelo Rio Grande do Sul |
| 36 |                                     | Yeda Crusius (1944–)                |         | 2006   | 1 de janeiro de 2007 | 1 de janeiro de 2011 | Partido da Social Democracia Brasileira (PSDB)     |                 | Paulo Feijó           | Deputada Federal pelo Rio Grande do Sul |
| 37 |                                     | Tarso Genro (1947–)                 |         | 2010   | 1 de janeiro de 2011 | 1 de janeiro de 2015 | Partido dos Trabalhadores (PT)                     |                 | Beto Grill            | Ministro da Justiça                     |
| 38 |                                     | José Ivo Sartori (1948–)            |         | 2014   | 1 de janeiro de 2015 | 1 de janeiro de 2019 | Partido do Movimento Democrático Brasileiro (PMDB) |                 | José Paulo Cairoli    | Prefeito de Caxias do Sul               |
| 39 |                                     | Eduardo Leite (1985–)               |         | 2018   | 1 de janeiro de 2019 | 31 de março de 2022  | Partido da Social Democracia Brasileira (PSDB)     |                 | Ranolfo Vieira Júnior | Prefeito de Pelotas                     |
| 40 |                                     | Ranolfo Vieira Júnior (1966–)       |         | 2018   | 31 de março de 2022  | 1 de janeiro de 2023 | Partido da Social Democracia Brasileira (PSDB)     | vago            | vago                  | Vice-governador do Rio Grande do Sul    |
| 41 |                                     | Eduardo Leite (1985–)               |         | 2022   | 1 de janeiro de 2023 | em exercício         | Partido da Social Democracia Brasileira (PSDB)     |                 | Gabriel Souza         | Governador do Rio Grande do Sul         |

## Ex-governadores vivos
Na atualidade, há 9 ex-governadores do Rio Grande do Sul vivos. O último ex-governador a morrer foi Alceu Collares, em 24 de dezembro de 2024, aos 97 anos.

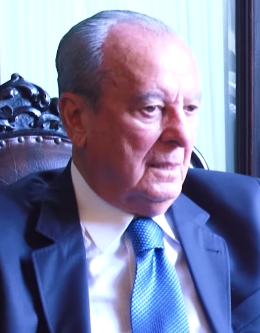
Jair Soares, 26 de novembro de 1933 (91 anos) governador entre 1983 e 1987
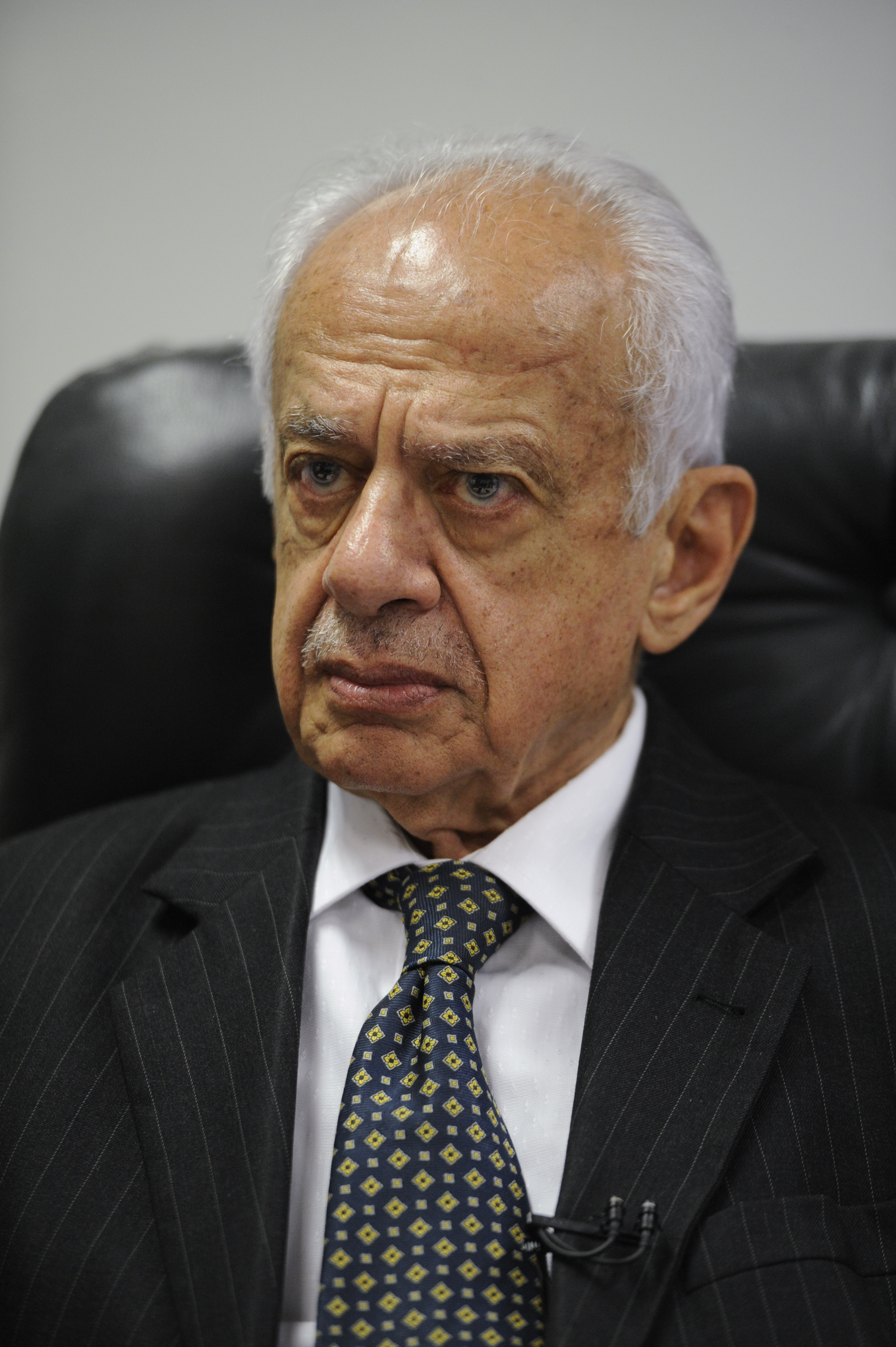
Pedro Simon, 31 de janeiro de 1930 (95 anos) governador entre 1987 e 1990
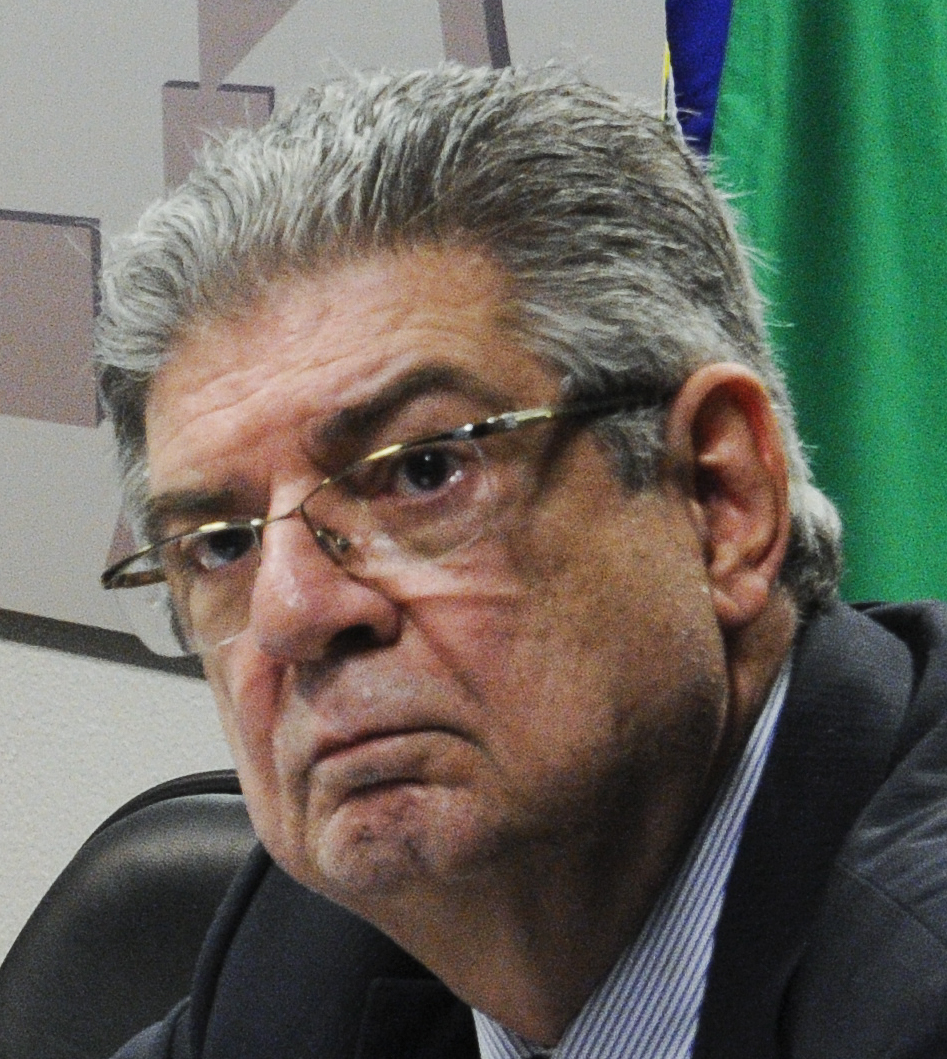
Antônio Britto, 1 de julho de 1952 (72 anos) governador entre 1995 e 1999
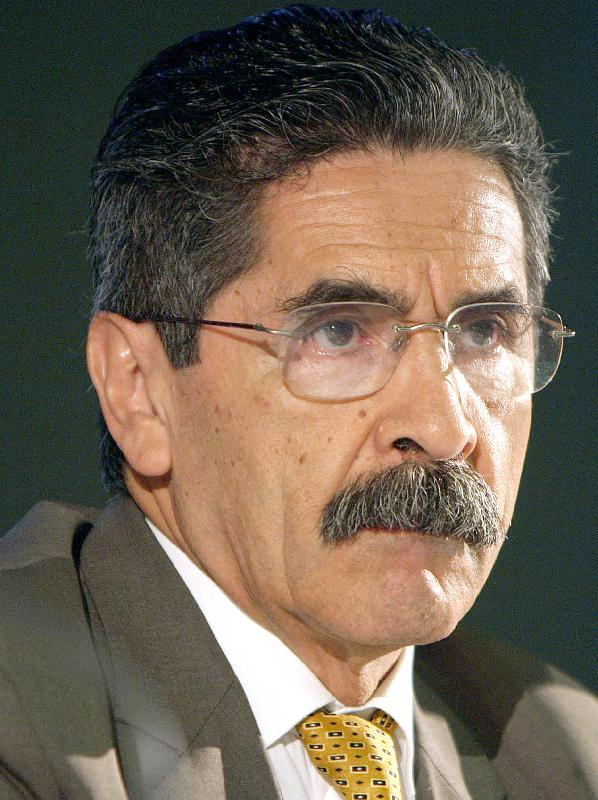
Olívio Dutra, 10 de junho de 1941 (83 anos) governador entre 1999 e 2003
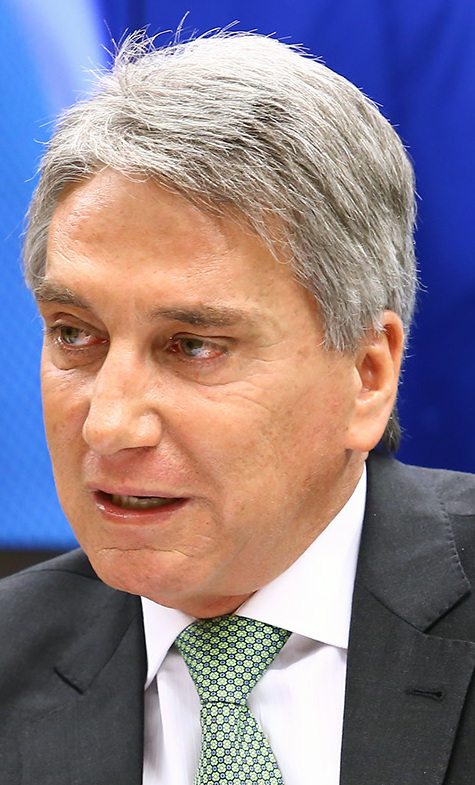
Germano Rigotto, 24 de setembro de 1949 (75 anos) governador entre 2003 e 2007
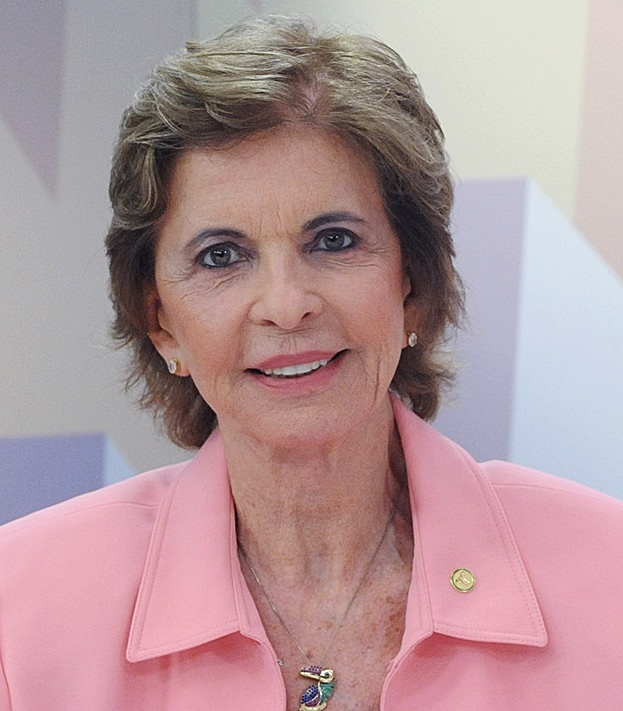
Yeda Crusius, 26 de julho de 1944 (80 anos) governador entre 2007 e 2011
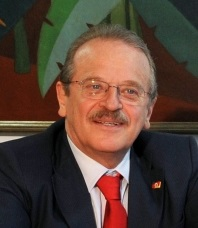
Tarso Genro, 6 de março de 1947 (78 anos) governador entre 2011 e 2015
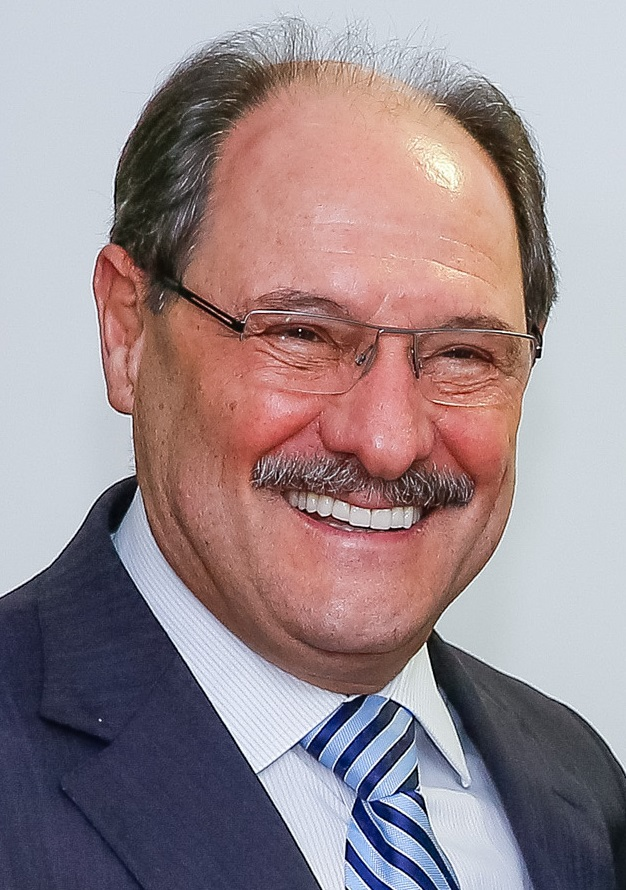
José Ivo Sartori, 25 de fevereiro de 1948 (77 anos) governador entre 2015 e 2019
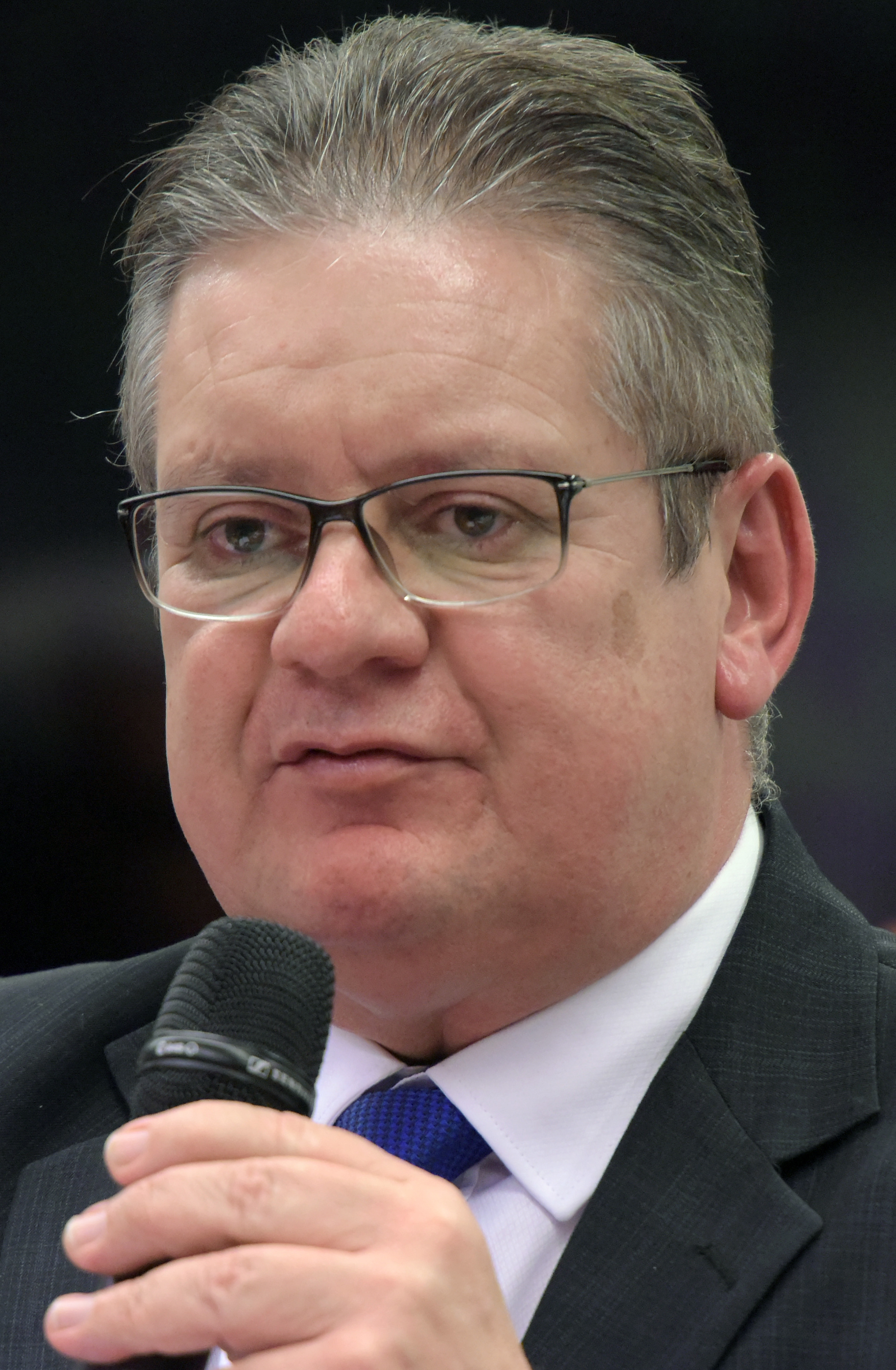
Ranolfo Vieira Júnior, 7 de abril de 1966 (59 anos) governador entre 2022 e 2023

## Governadores por longevidade
Abaixo estão listados os governadores do Rio Grande do Sul por ordem decrescente de idade no dia 23 de abril de 2025. Devido à falta de informações sobre datas de nascimento e falecimento, ficaram fora desta lista os governadores Cândido José da Costa, Samuel Figueiredo da Silva, Sinval Saldanha, Daltro Filho e Maurício Cardoso.
| Nome                          | Nascimento              | Falecimento             | Idade total        | Idade ao assumir   | Cidade natal          | UF                | País     |
| ----------------------------- | ----------------------- | ----------------------- | ------------------ | ------------------ | --------------------- | ----------------- | -------- |
| Borges de Medeiros            | 19 de janeiro de 1863   | 25 de maio de 1961      | 97 anos e 157 dias | 34 anos e 67 dias  | Caçapava do Sul       | Rio Grande do Sul | Brasil   |
| Alceu Collares                | 7 de setembro de 1927   | 24 de dezembro de 2024  | 97 anos e 108 dias | 63 anos e 189 dias | Bagé                  | Rio Grande do Sul | Brasil   |
| Pedro Simon                   | 31 de janeiro de 1930   | Pessoa viva             | 95 anos e 82 dias  | 57 anos e 43 dias  | Caxias do Sul         | Rio Grande do Sul | Brasil   |
| Jair Soares                   | 26 de novembro de 1933  | Pessoa viva             | 91 anos e 148 dias | 49 anos e 109 dias | Porto Alegre          | Rio Grande do Sul | Brasil   |
| Pompílio Cylon Rosa           | 27 de maio de 1897      | 20 de junho de 1987     | 90 anos e 24 dias  | 48 anos e 256 dias | Montenegro            | Rio Grande do Sul | Brasil   |
| Ildo Meneghetti               | 20 de julho de 1895     | 29 de março de 1980     | 84 anos e 253 dias | 59 anos e 248 dias | Porto Alegre          | Rio Grande do Sul | Brasil   |
| Olívio Dutra                  | 10 de junho de 1941     | Pessoa viva             | 83 anos e 317 dias | 57 anos e 205 dias | Bossoroca             | Rio Grande do Sul | Brasil   |
| Amaral de Sousa               | 21 de agosto de 1929    | 13 de junho de 2012     | 82 anos e 297 dias | 49 anos e 206 dias | Palmeira das Missões  | Rio Grande do Sul | Brasil   |
| Leonel Brizola                | 22 de janeiro de 1922   | 21 de junho de 2004     | 82 anos e 151 dias | 37 anos e 66 dias  | Carazinho             | Rio Grande do Sul | Brasil   |
| Walter Só Jobim               | 26 de agosto de 1892    | 17 de fevereiro de 1974 | 81 anos e 175 dias | 54 anos e 212 dias | Porto Alegre          | Rio Grande do Sul | Brasil   |
| Yeda Crusius                  | 26 de julho de 1944     | Pessoa viva             | 80 anos e 271 dias | 62 anos e 159 dias | São Paulo             | São Paulo         | Brasil   |
| Flores da Cunha               | 5 de março de 1880      | 4 de novembro de 1959   | 79 anos e 244 dias | 50 anos e 268 dias | Santana do Livramento | Rio Grande do Sul | Brasil   |
| Cordeiro de Farias            | 16 de agosto de 1901    | 17 de fevereiro de 1981 | 79 anos e 185 dias | 36 anos e 200 dias | Jaguarão              | Rio Grande do Sul | Brasil   |
| Peracchi Barcelos             | 4 de maio de 1907       | 13 de agosto de 1986    | 79 anos e 101 dias | 59 anos e 131 dias | Porto Alegre          | Rio Grande do Sul | Brasil   |
| Tarso Genro                   | 6 de março de 1947      | Pessoa viva             | 78 anos e 48 dias  | 63 anos e 301 dias | São Borja             | Rio Grande do Sul | Brasil · |
| José Ivo Sartori              | 25 de fevereiro de 1948 | Pessoa viva             | 77 anos e 57 dias  | 66 anos e 310 dias | Farroupilha           | Rio Grande do Sul | Brasil   |
| Germano Rigotto               | 24 de setembro de 1949  | Pessoa viva             | 75 anos e 211 dias | 53 anos e 99 dias  | Caxias do Sul         | Rio Grande do Sul | Brasil   |
| Euclides Triches              | 23 de abril de 1919     | 11 de fevereiro de 1994 | 74 anos e 294 dias | 51 anos e 326 dias | Caxias do Sul         | Rio Grande do Sul | Brasil   |
| Antônio Britto                | 1 de julho de 1952      | Pessoa viva             | 72 anos e 296 dias | 42 anos e 184 dias | Santana do Livramento | Rio Grande do Sul | Brasil   |
| Falcão da Frota               | 27 de outubro de 1836   | 5 de março de 1909      | 72 anos e 129 dias | 53 anos e 107 dias | Sem informação        | Santa Catarina    | Brasil   |
| Getúlio Vargas                | 19 de abril de 1882     | 24 de agosto de 1954    | 72 anos e 127 dias | 45 anos e 284 dias | São Borja             | Rio Grande do Sul | Brasil   |
| Sinval Guazzelli              | 24 de janeiro de 1930   | 12 de abril de 2001     | 71 anos e 78 dias  | 45 anos e 50 dias  | Vacaria               | Rio Grande do Sul | Brasil   |
| Correia da Câmara             | 16 de fevereiro de 1824 | 18 de agosto de 1893    | 69 anos e 183 dias | 65 anos e 272 dias | Porto Alegre          | Rio Grande do Sul | Brasil   |
| Fernando Abbott               | 12 de agosto de 1857    | 13 de agosto de 1924    | 67 anos e 1 dia    | 33 anos e 216 dias | São Gabriel           | Rio Grande do Sul | Brasil   |
| Ernesto Dornelles             | 20 de setembro de 1897  | 30 de junho de 1964     | 66 anos e 284 dias | 45 anos e 356 dias | São Borja             | Rio Grande do Sul | Brasil   |
| Oswaldo Aranha                | 15 de fevereiro de 1894 | 27 de janeiro de 1960   | 65 anos e 346 dias | 36 anos e 236 dias | Alegrete              | Rio Grande do Sul | Brasil   |
| Carneiro Monteiro             | 26 de abril de 1859     | 30 de maio de 1920      | 61 anos e 34 dias  | 33 anos e 52 dias  | Alegrete              | Rio Grande do Sul | Brasil   |
| Ranolfo Vieira Júnior         | 4 de abril de 1966      | Pessoa viva             | 59 anos e 16 dias  | 55 anos e 358 dias | Esteio                | Rio Grande do Sul | Brasil   |
| Carlos Machado de Bittencourt | 12 de abril de 1840     | 5 de novembro de 1897   | 57 anos e 207 dias | 50 anos e 31 dias  | Porto Alegre          | Rio Grande do Sul | Brasil   |
| Silva Tavares                 | 5 de agosto de 1844     | 18 de novembro de 1901  | 57 anos e 105 dias | 45 anos e 274 dias | Bagé                  | Rio Grande do Sul | Brasil   |
| Júlio de Castilhos            | 29 de junho de 1860     | 24 de outubro de 1903   | 43 anos e 117 dias | 31 anos e 16 dias  | Cruz Alta             | Rio Grande do Sul | Brasil   |
| Eduardo Leite                 | 10 de março de 1985     | Pessoa viva             | 40 anos e 44 dias  | 33 anos e 297 dias | Pelotas               | Rio Grande do Sul | Brasil   |

      Pessoa viva       Pessoa falecida